# Cazengo
Cazengo est une commune de la province de Kwanza-Nord en Angola. Elle a son siège à N'Dalantando, la capitale provinciale.
La commune occupe une superficie de 1793 kilomètres carrés et compte environ 109 000 habitants. Elle est bordée au Nord par la commune de Golungo Alto, à l'Est par les municipalités de Lucala et Cacuso, et au Sud et à l'Ouest par la municipalité de Cambambe. Il se fait uniquement par le quartier général de la commune.[pas clair]